# جون دورهام
جون دورهام (بالإنجليزية: John Durham)‏ هو عسكري أمريكي، ولد في 8 يونيو 1843 في نيويورك في الولايات المتحدة، وتوفي في 12 يناير 1918.